# Siena College
Siena College fondé en 1937 est une université américaine mixte, indépendante et 
à tradition franciscaine.
Il se situe à Loudonville, près d'Albany, dans l'État de New York.

## Étudiants célèbres
- William J. Kennedy (1928), écrivain et journaliste, Prix Pulitzer de la fiction en 1984.
- George Deukmejian (1928-2018), homme politique.
- Chris Gibson (1964), homme politique.
- Wayne LaPierre (1948), écrivain.
- Erich Hartmann (1922-1999), photographe.
- Marcus Faison (1978), joueur de basket-ball.
- Kenny Hasbrouck (1986), joueur de basket-ball.
- John Lannan (1984), joueur de baseball.
- Jack McClinton (1985), joueur de basket-ball.
- Edwin Ubiles (1986), joueur de basket-ball.